# 佐渡鉄道

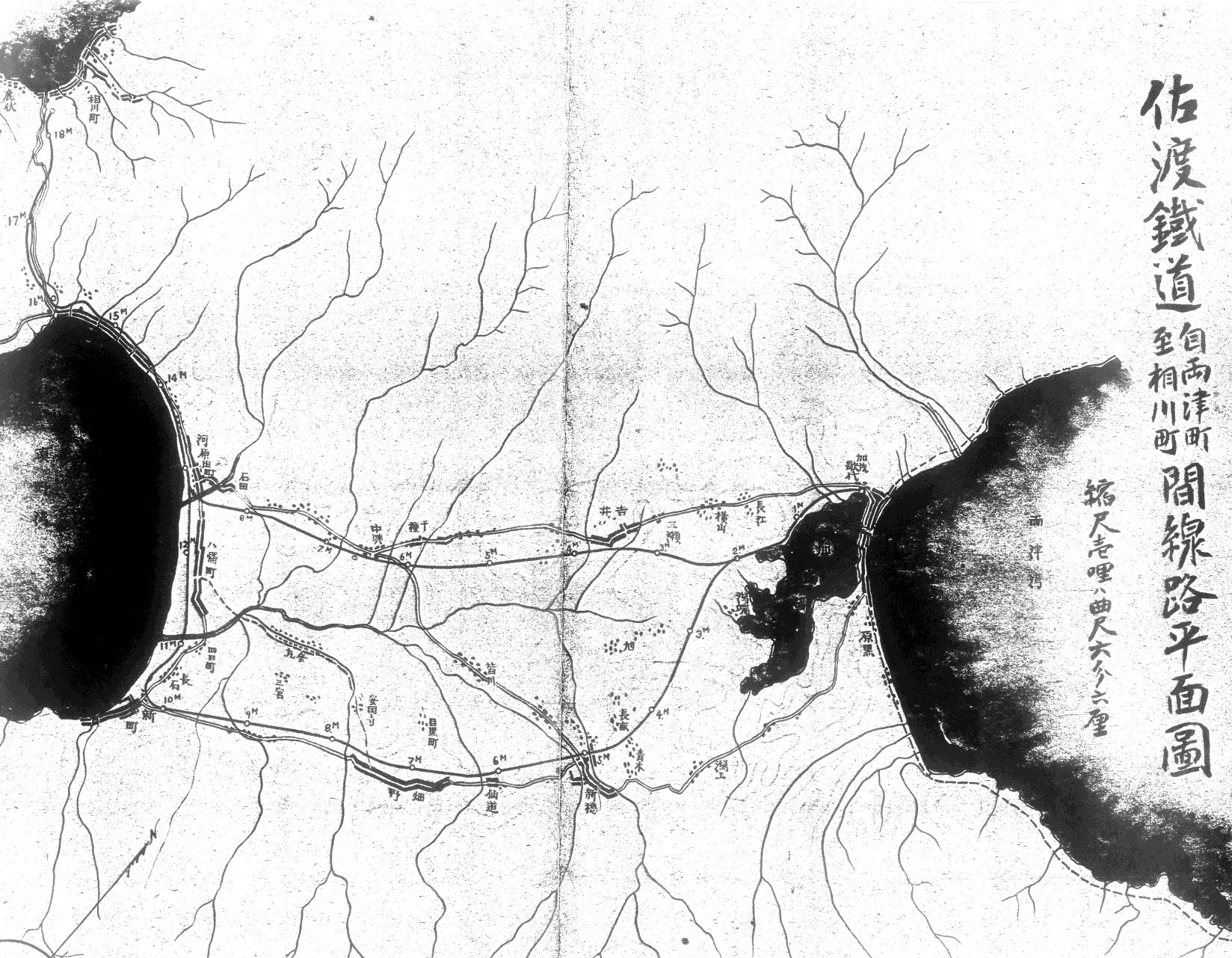
佐渡鐵道 自両津町至相川町 間線路平面圖

佐渡鉄道（さどてつどう）は、日本で明治後期から大正期にかけて現在の新潟県佐渡市の両津から相川まで2通りのルートが計画された地方鉄道路線。
改正鉄道敷設法の別表第56号における「佐渡国夷ヨリ河原田ヲ経テ相川ニ至ル鉄道」に相当するが、敷設に至らないまま未成線となった。

## 概要
明治期の佐渡島は道路も十分に整備されておらず陸上輸送が貧弱であったため、同じ島内での物流であっても海路での輸送が中心であった。そのため、この時期に起こった私設・民営鉄道敷設ブームに乗っていずれも東京府在住の発案者より2通りのルートで別々に佐渡島内を横断する鉄道の敷設許可願いが鉄道局に出されたものの、いずれも却下される。1897年（明治30年）6月8日付の地元紙『佐渡新聞』は、この敷設許可願いが却下されたことについて「佐渡人は舌を出しているならん」と地元に鉄道建設を求める気運は無く、島外の者の動きに冷ややかな視線を浴びせていることを伝えている。
しかし、この申請却下が呼び水となって加茂郡吉井村で村長が「佐渡鉄道出張所」を自宅に設置。大正期に入ると、佐渡新聞主筆の森知幾が1914年（大正3年）正月に本土で汽車に乗った体験について記すと共に、島内で人力に依存している貨物輸送のコストが本土の汽車に比して割高であることなどを挙げ、佐渡に鉄道を引く必要性を説いている。こうした気運の高まりは佐渡郡役所を動かし、官民一体で第一次世界大戦後の戦後不況からの脱却を掲げる「戦後経営会」の設立に際しては軽便鉄道の敷設を含めた交通網・電信網の整備が重点課題として挙げられた。
1920年（大正9年）、栃尾鉄道（現在の越後交通の前身の1社）から佐渡支線の敷設に関して郡役所側に打診が行われるが、島内では栃尾鉄道が計画している線路の軌間拡張に際して不要となった資材を佐渡に押し付けるつもりではないかとの不信を招き、物別れに終わっている。これ以後も郡長・福原粂治や佐渡政友会の斎藤長三が中心となって鉄道敷設に関する請願が続けられ、1922年（大正11年）の鉄道敷設法改正に際し別表に「佐渡国夷ヨリ河原田ヲ経テ相川ニ至ル鉄道」が記載されるに至ったが、貴族院の反対により敷設は実現しなかった。
その後も長岡鉄道（後に栃尾鉄道などと合併、現在の越後交通の前身の1社）が鉄道敷設法別表第56号に基づき両津 - 相川の路線免許を申請し、同時期に佐渡汽船へ出資するなど鉄道敷設に意欲を見せたものの、第二次世界大戦の勃発により計画は宙に浮き、引き継ぎ手も無いまま免許が失効し未成線となった。
この鉄道敷設計画の名残は路線バスに受け継がれ、島内で路線バスを営業している新潟交通佐渡ではかつて主要なバスターミナルを「駅」と称していた。ワンマン運転化に伴い「駅」の呼称は廃止されたものの、「金沢駅前」「畑野駅前」といった「駅前」を称する地名が現在も残存している。

## 経路
「佐渡鐵道 自両津町至相川町 間線路平面圖」には以下の計画路線が記載されている。この経路は、現在の路線バスにおける本線にほぼ相当する。駅名はいずれも仮称。
- 夷 - （吉井村） - （金井） - 河原田 - （沢根） - 相川

また、鉄道局に却下されたもう1種類のルートは現在の路線バスにおける南線に近く、小佐渡地域を通る以下のルートが想定されていたと見られている。
- 両津 - （新穂） - （畑野） - （真野） - 河原田 - （沢根） - 相川